# Oxyopes crewi
Oxyopes crewi är en spindelart som beskrevs av Bryant 1948. Oxyopes crewi ingår i släktet Oxyopes och familjen lospindlar. Inga underarter finns listade i Catalogue of Life.